# کارت شارژ
کارت شارژ (به انگلیسی: Charge card)، معمولاً یک کارت کاغذی است که به عنوان روشی برای پرداخت بهای مصرفی استفاده می‌شود. کارت شارژها معمولاً دارای مبلغ و کاربرد مشخص هستند.

## در ایران
کارت شارژ در ایران اولین بار توسط اپراتور تلفن همراه ایرانسل برای افزایش اعتبار مشترکین سیم کارت اعتباری ارائه گردید. پس از آن اپراتور همراه اول نیز از همین روش به منظور افزایش اعتبار مشترکین اعتباری خود استفاده کرد. اپراتور اعتباری تالیا و رایتل با ارائه کارت شارژ با مبالغ مختلف، همین شیوه را در اختیار کاربرانش قرار می‌دهند.
کد های شارژ این نوع از کارت ها بصورت لایه ای محافظ به نام اسکرچ پوشانده می شوند تا به لحاظ امنیتی از سطح بالاتری بر خوردار گردند بطور کلی کارتهای اسکرچ دار به کارت هایی گفته می شود که دارای اطلاعات متغیر پوشیده شده با مواد قابل خراش یا لیبل است . این کارت ها در موارد بسیاری مورد استفاده می‏گیرد‏‏، از جمله این موارد می توان به کارت های شناسه اپل، کارت شارژ تلفن همراه ،کارت های قرعه کشی محصولات ، کارت اصالت کالا ، کارت های گارانتی ، کارت اصالت‌سنجی نرم افزاری و … اشاره کرد.
امروزه کارت شارژها در اکثر مغازه‌های سوپرمارکت قابل تهیه هستند. همچنین با گسترش نفوذ تجارت الکترونیک و امکان خرید اینترنتی، وب سایت‌هایی نیز به منظور خرید اینترنتی کارت شارژ راه‌اندازی شده‌اند. این وب سایت‌ها معمولاً کارت شارژها را با قیمت‌هایی کمتر از بازار به کاربران عرضه می‌کنند و از آنجا که به وسیله کامپیوتر و موبایل از هرجایی قابل دسترس هستند، مورد استقبال متقاضیان کارت شارژ قرار گرفته‌اند.
کلیه کارت‌های بانکی عضو شبکه شتاب با در اختیار داشتن رمز خرید اینترنتی قابلیت خرید از این سایت‌ها را دارند.
همچنین خرید کارت شارژ از طریق دستگاه‌های کارت خوان نیز امکان‌پذیر می‌باشد.

از روش‌های دیگر شارژ می‌توان به شارژ بدون اینترنت اشاره نمود.